# The Little Woman (cómic)
The Little Woman (Mujercita en algunos países hispanohablantes) es una tira cómica estadounidense desarrollada por el historietista Don Tobin desde 1953 a 1965, publicada por la editorial King Features Syndicate. En España fue publicado en Hola y en algún número de Héroes Modernos (Editorial Dólar).

## Autor
Don Tobin (Austin, Texas, 1916 - ) se graduó en Universidad de California en 1936. Trabajó en los largometrajes Pinocho y Fantasía. También animó filmes de entrenamiento para la Armada de los Estados Unidos durante tres años. Tobin fue parte del clan de caricaturistas de Laguna Beach, el cual incluye a los hermanos Interlandi, Virgil Partch, John Dempsey y Ed Nofziger.

## Historieta
Después de la huelga en Disney, ocurrida en 1941, abandonó la empresa y se volvió caricaturista en revistas, y creó "The Little Woman" en 1953, la cual trata de las jocosas situaciones de un matrimonio maduro. La tira se editó por King Features en diversos periódicos entre 1953 y 1965, año en que se editó un libro de algunas sus viñetas.

## Personajes
- Emily Butterworth - es la esposa basada en la suegra del propio Don, es el personaje principal.
- Herbert Butterworth - es el esposo basado en el suegro del propio Don.